# Orhan Hacıyeva
Orhan Aydın Hacıyeva (Bakú, 1 de octubre de 1989) es un baloncestista de Azerbaiyán, con pasaporte turco que pertenece a la plantilla del Sigortam.Net İTÜ de la  TBL, la segunda categoría del baloncesto turco. Con 2,03 metros de estatura, juega en la posición de ala-pívot.

## Trayectoria deportiva

### Profesional
Comenzó du carrera profesional en el Pertevniyal S.K., equipo filial del Anadolu Efes S.K. en 2005, hasta que en 2008 fichó por el Darüşşafaka S.K., donde jugó dos temporadas, la primera de ellas alternando partidos con el Pertevniyal, de categoría inferior, gracias a una licencia dual que se permite en el baloncesto turco, y ya en la segunda de ellas promediando 4,0 puntos y 2,3 rebotes por partido.
En junio de 2010 fichó por el Türk Telekom B.K., donde jugó únicamente ocho partidos, promediando 1,3 puntos y 1,1 rebotes, siendo cortado en el mes de noviembre. En 2011 firmó con el Aliağa Petkim, donde en su primera temporada promedió 6,5 puntos y 3,4 rebotes por partido, jugando una segunda temporada en las que las lesiones le impidieron jugar más de 16 partidos.
En 2013 fichó por el Uşak Sportif, donde jugó su temporada más destacada hasta la fecha en la máxima categoría, promediando 9,1 puntos y 5,5 rebotes por partido, sumando ese año su partido número 100 en la liga turca. Llegó incluso a disputar esa temporada el All-Star Game de la BSL. Jugó una temporada más, en la que se perdió todo el comienzo por lesión.
En 2015 fichó por el Acıbadem Üniversitesi Spor Kulübü de la Türkiye Basketbol 1. Ligi, la segunda categoría del baloncesto turco, donde disputó una temporada en la que promedió 9,6 puntos y 5,3 rebotes por partido. En 2016 volvió a la máxima competición al fichar por el Galatasaray.

### Selección nacional
Disputó con la selección de Azerbaiyán el torneo clasificatorio para el Eurobasket 2013 que se celebró en Eslovenia un año antes, en el que jugó ocho partidos, promediando 17,5 puntos y 12,5 rebotes por partido.